# 气候变化反馈

全球变暖和由此产生的气候变化的主要原因以及广泛的影响 。其中的一些影响构成了加剧气候变化并将其推向气候临界点的反馈机制。

气候变化反馈对于人们理解全球变暖的机理十分重要，因为反馈过程会放大或减弱各种气候强迫的影响，因此它在确定气候敏感度和未来气候状态方面发挥着重要作用。简单来说，反馈是改变一个量会改变第二个量，而第二个量的变化又会反过来改变第一个量的过程。正（或加强）反馈放大了第一个量的变化，而负（或平衡）反馈则是减小了变化。 
“强迫”一词是指可能“推动”气候系统向变暖或变冷方向发展的变化。 气候强迫的一个例子是大气中温室气体浓度的增加。根据定义，强迫是气候系统外部的效应，而反馈则是内部的效应；本质上，反馈代表的是一种系统内部的过程。一些反馈可能与气候系统的其他部分相对独立；而其他的反馈则可能是紧密耦合的； 因此，可能很难判断出特定过程的贡献有多大。 
强迫和反馈共同决定了气候变化的幅度和速度。全球变暖的主要正反馈是变暖趋势会增加大气中的水蒸气量，这反过来又会导致进一步变暖。 主要的冷却响应可以由斯特凡-玻尔兹曼定律推导得出，即从地球辐射到太空的热量随地球表面和大气温度的四次方变化。它通常不被视为一种反馈。观测和建模研究表明，变暖存在一种净的正反馈。 强的正反馈作用可能导致出现突破气候临界点的影响，这种影响是否发生取决于气候变化的速度和幅度。  

## 正反馈

### 碳循环反馈
已经有预测和一些证据表明，全球变暖可能会导致陆地生态系统中的碳流失，从而导致大气中的二氧化碳水平升高。多个气候模式都表明，陆地碳循环对这种变暖的反应可能会加速 21 世纪的全球变暖。  C4MIP研究中的所有 11 个模式都发现，如果考虑到气候变化，大部分人为产生的 CO2将留在大气中。到 21 世纪末，两种极端情况下的模式所预测的额外 CO 2含量在 20 到 200 ppm 之间变化，大多数模式预测在 50 到 100 ppm 之间。较高的 CO 2水平就会导致额外的气候变暖，范围在0.1到1.5摄氏度之间。然而，这些敏感性因子的大小仍然存在很大的不确定性。八个模式将大部分的变化归因于陆地部分，三个模式将其归因于海洋部分。 在这些情况下，最强的反馈是由于整个北半球高纬度北方森林土壤中碳的呼吸作用增加。特别是一个模型 ( HadCM3 ) 表明，由于热带南美洲降水量显着减少，亚马逊雨林的大部分损失导致二次碳循环反馈。 虽然不同模式对陆地碳循环反馈的强度存在分歧，但它们都表明了任何此类反馈都会加速全球变暖的结果。
根据贝拉米等人2005 年 9 月在《自然》杂志上发表的一篇论文显示，在过去 25 年的观测数据中，英国的土壤碳含量在以每年400 万吨的速度流失 ，贝拉米强调，这个结果不太可能用土地利用率的变化来解释。像这样的结果有赖于密集的采样网络，因此难以在全球范围内获取类似数据。以整个英国的情况来推算，他们估计每年全球土壤中的碳会损失 1300 万吨之多。这与英国根据《京都议定书》每年减少的二氧化碳排放量（每年 1270 万吨碳）相当。 
也有学者（克里斯·弗里曼）提出，从泥炭沼泽释放溶解有机碳（DOC）到水道（它会反过来进入大气）对全球变暖构成了积极的反馈。目前储存在泥炭沼泽的碳（3900-4550 亿吨，占陆地碳储存总量的三分之一）达到了大气中碳量的一半以上。 弗里曼的假设是，通过刺激初级生产力，不是气温升高，而是大气 CO 2水平升高导致了水体 DOC 水平上升。  
研究认为，由于气候变化，树木死亡数量正在增加，这也是一种正反馈效应。 

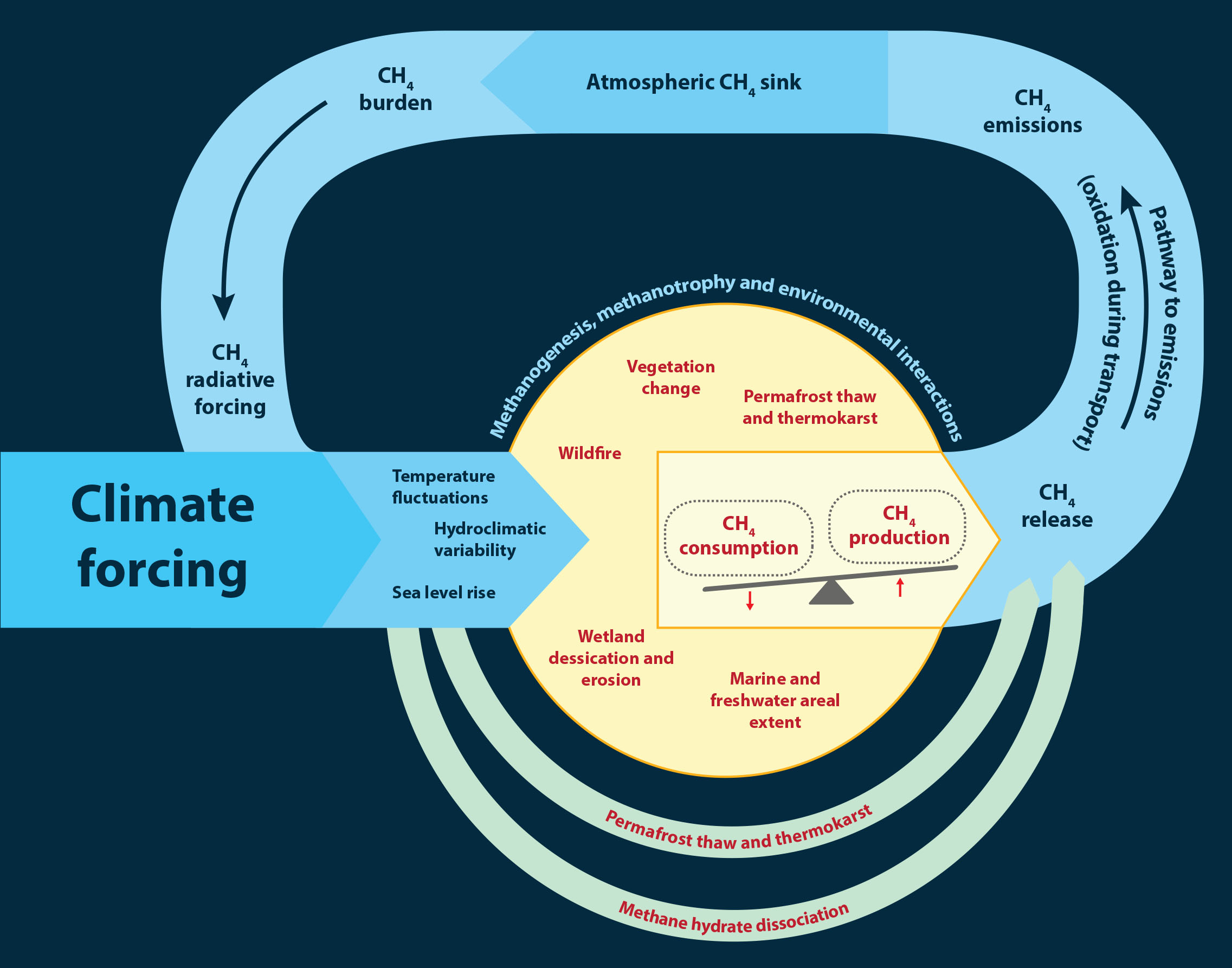
自然生态系统中的甲烷气候反馈。

根据预测，湿地和淡水生态系统将成为全球甲烷气候反馈的最大潜在贡献者。 长期变暖改变了淡水生态系统中与甲烷相关的微生物群落的生态平衡，使得它们产生更多的甲烷，而甲烷氧化成二氧化碳（也即甲烷降解）的比例则相应减少。 

#### 北极甲烷释放

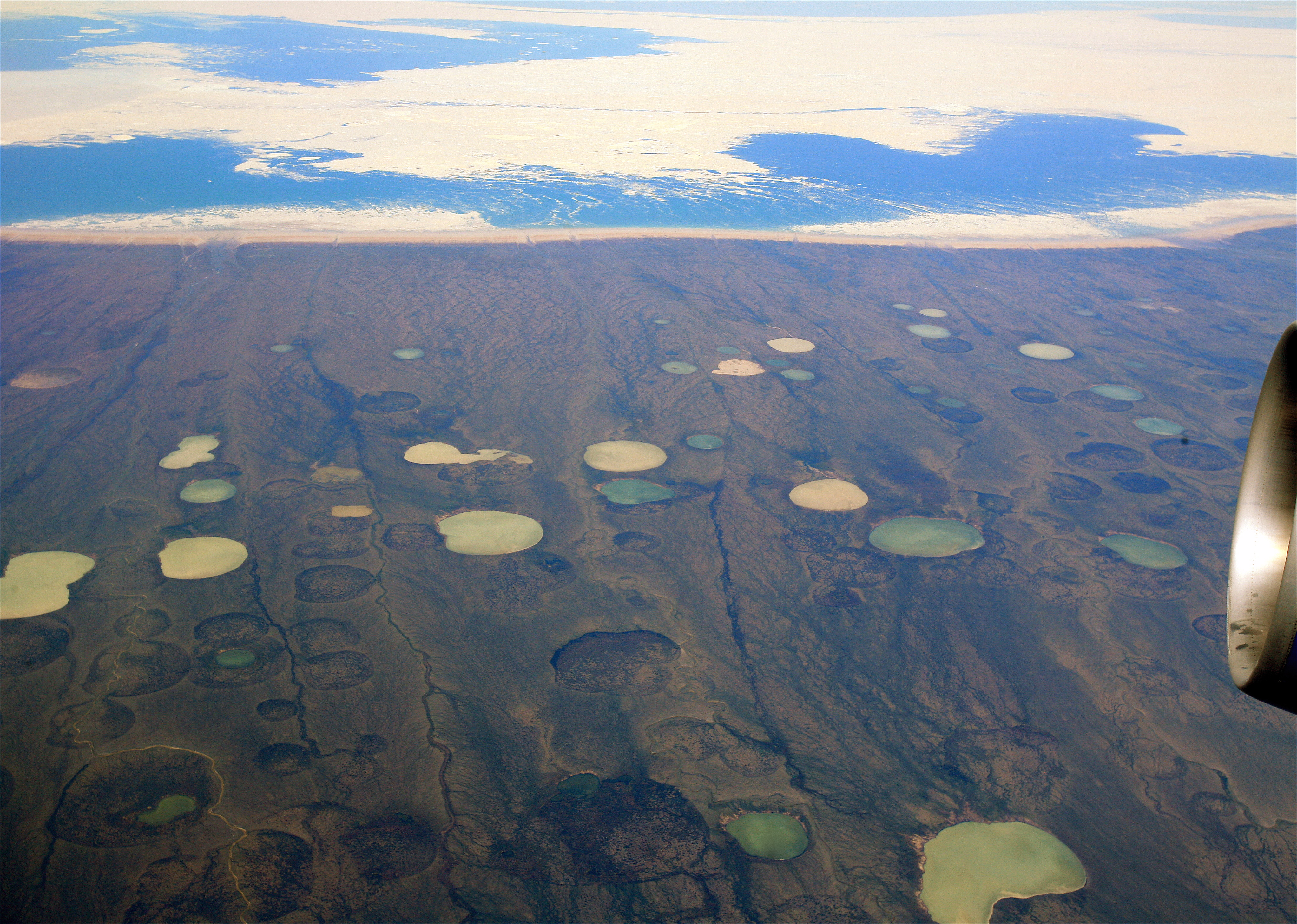
照片显示了格陵兰岛附近加拿大哈德逊湾的永久冻土融化形成的水池。 (2008) 全球变暖将使得永久冻土和泥炭地的融化量增加，这可能导致高原地表的崩塌。

变暖也是北极地区碳（主要是甲烷）释放的触发变量。 从解冻的永久冻土（如西伯利亚的冰冻泥炭沼泽）和海底的甲烷络合物中释放的甲烷产生了正反馈。    2019 年 4 月，Turetsky 等学者报告称，永久冻土融化速度比预期的要快。  最近，对永久冻土气候反馈的理解有所提高，但海底永久冻土的潜在排放仍然未知。此外，与许多其他类型的土壤碳反馈一样，大多数气候模式中仍然缺失与这一部分相关的模块。 

##### 解冻多年冻土泥炭沼泽
西西伯利亚地区是世界上最大的泥炭沼泽，100 万平方公里的永久冻土泥炭沼泽区域形成于 11,000 年前的末次冰期末期。其永久冻土的融化很可能导致未来几十年大量甲烷（拥有强烈温室效应的气体）的释放。预计，这些永冻土可能释放多达 700亿吨甲烷，从而产生额外的温室气体排放源。 在东西伯利亚也观察到了类似的融化现象。 劳伦斯等人在2008 年的研究表明，北极海冰的快速融化可能会启动一个反馈回路，使北极永久冻土迅速融化，从而引发进一步的变暖。   2010 年 5 月 31 日，美国宇航局发布称，在全球范围内，“由于全球永冻土融化的趋势，温室气体正在以越来越快的速度逸出永久冻土并进入大气层——例如每年高达 500 亿吨的甲烷。这尤其麻烦，因为甲烷加热大气的效率是二氧化碳的 25 倍”（相当于每年 12500 亿吨二氧化碳 ）。 
2019年，一份名为“北极报告卡”的报告估计称，目前北极永久冻土的温室气体排放量大约等于俄罗斯或日本的排放量，不到全球化石燃料排放量的10%。 

##### 水合物
甲烷包合物，也称为甲烷水合物，是一种水冰形式，其晶体结构中含有大量甲烷。在地球海洋和洋底的沉积物下发现了非常大的甲烷包合物沉积物。在失控的全球变暖事件中，甲烷包合物沉积物中突然释放出大量天然气，有假设认为这是过去和未来可能发生的气候变化的原因。原本被禁锢的甲烷得以释放，是气温升高的潜在主要结果。这种效应可能会使全球温度再增加 5 摄氏度，因为甲烷作为温室气体比二氧化碳的效应更强大。该理论还预测这将极大地影响大气中的可用氧含量。该理论此前被用以解释地球历史上最严重的大规模灭绝事件，即二叠纪-三叠纪灭绝事件，以及古新世-始新世极热气候变化事件。 2008 年，美国地球物理联盟的一个研究考察队在西伯利亚北极地区检测到甲烷含量比正常水平高出 100 倍，这些甲烷可能是由勒拿河地区和拉普捷夫海和东西伯利亚海之间的地区海床上，永久冻土的冰冻“盖子”上的孔释放的甲烷包合物释放的。   

#### 大气甲烷暴涨
政府间气候变化专门委员会 (IPCC) 和美国气候变化科学计划(CCSP) 的文献评估考虑了未来预估气候变化导致大气甲烷快速增加的可能性。 IPCC 第三次评估报告于 2001 年发布，研究了由于大气物质汇减少或地下埋藏的甲烷储层释放而导致的甲烷迅速增加的可能性。这两项评估都认为，甲烷的快速释放“极不可能”  （根据专家判断，可能性小于 1%）。  2008 年发布的 CCSP 评估得出的结论是，甲烷突然释放到大气中的情况“非常不可能”  （根据专家判断，概率低于 10%）。 然而，CCSP 评估也指出，气候变化“很可能”（根据专家判断，概率超过 90%）会加速水合物和湿地排放源持续排放。 
2019 年 6 月 10 日，Louise M. Farquharson 及其团队报告说，他们对加拿大永久冻土进行了一项长达 12 年的研究。“在我们的地点观测到的最大解冻深度已经超过了预计到 2090 年发生的深度。从 1990 年到 2016 年，我们已在陆地永久冻土层中观察到4摄氏度的增温，而且北极年平均气温的上升速度是低纬度地区的两倍，预计这一趋势将继续下去。” 确定新的热岩溶发育的程度很困难，但毫无疑问，这个问题很普遍。 Farquharson 和她的团队猜测，占地大约 231,000 平方英里（600,000 平方公里）的永久冻土，或全年永久冻土区的 5.5% ，都很容易出现表面快速解冻的现象。 

#### 降解
储存在永久冻土层中的有机物会随着永久冻土层的融化而分解，从而产生热量。 如同许多气候模型所预测的那样，随着热带地区变得越来越潮湿，土壤将有可能出现更高的微生物呼吸和分解速率，这将大大限制热带土壤的蓄碳能力。 

#### 泥炭降解
泥炭天然存在于泥炭沼泽中，是全球范围内重要的碳储存库。 当泥炭变得干燥时，它会分解，甚至会燃烧。 由于全球变暖导致的地下水位调整可能会导致泥炭沼泽中的碳大量释放。 最为可能的是以甲烷的形式释放，由于其极高的全球变暖潜力，这个过程会使得反馈效应恶化。

#### 雨林旱化
雨林，尤其是热带雨林，特别容易受到全球变暖的影响。其中有两个影响令人堪忧。首先，干燥的植被可能会导致雨林生态系统的全面崩溃。  例如，亚马逊雨林可能会被卡廷加生态系统所取代。此外，由于植被覆盖率的变化，即使是没有完全崩溃的热带雨林生态系统也可能由于干旱而损失大量碳储量。  

#### 森林火灾
IPCC 第四次评估报告预测，许多中纬度地区，如地中海欧洲沿岸，将经历降雨减少和干旱风险增加，这反过来将导致森林火灾更大规模、更频繁地发生。这将比碳循环自然重新吸收的更多储存的碳释放到大气中，并减少了地球上的整体森林面积，形成了一个正反馈循环。随着北方地区成为更适合维持森林的气候，该反馈循环的一部分是替代森林的更快速增长和森林向北迁移。森林等可再生燃料的燃烧是否应被视为推动全球变暖的一个因素，仍然是一个待研究的问题。    Cook & Vizy 还发现亚马逊雨林可能发生森林火灾，最终导致亚马逊东部地区向卡廷加植被类型的转变。 

#### 荒漠化
荒漠化是某些环境下全球变暖的结果。 沙漠土壤含有很少的腐殖质，并且仅能支持很少量的植被。因此，向沙漠生态系统的转变通常与碳的释放有关。

#### 建模结果
IPCC 第四次评估报告(AR4) 中包含的全球变暖预测包括了碳循环反馈。 然而，AR4 的作者指出，对碳循环反馈的科学性理解还很弱。  AR4 中的预测基于一系列温室气体排放情景，并推断在 20 世纪末和 21 世纪末之间变暖幅度可达 1.1 到 6.4摄氏度。 这是基于 IPCC 作者的专家判断的“可能”范围（大于 66% 的概率）。作者指出，“可能”范围的下限似乎比“可能”范围的上限受到更好的约束，其中部分原因就是碳循环反馈。 美国气象学会评论称，需要更多的研究来模拟碳循环反馈在气候变化预测中的影响。 
伊萨肯等 (2010) 考虑了未来从北极释放的甲烷可能如何导致全球变暖。他们的研究表明，如果全球甲烷排放量比（当时）当前排放量增加 2.5 到 5.2 倍，那么对辐射强迫的间接贡献将分别约为 250% 和 400%，这可以直接归因于甲烷。甲烷变暖的这种放大是由于预计的大气化学变化。
舍费尔等人。 (2011) 考虑了永久冻土释放的碳如何导致全球变暖。他们的研究基于中等温室气体排放情景（ SRES A1B）预测了永久冻土的变化。根据这项研究，到 2200 年，永久冻土反馈可能会累计向大气贡献 190 (+/- 64) 千兆吨的碳。舍费尔等人。 (2011) 评论说这个估计可能很低。

##### 对气候政策的影响
气候变化反馈的不确定性会对气候政策产生影响。例如，碳循环反馈的不确定性可能会影响减少温室气体排放的目标。 排放目标通常基于大气温室气体浓度的目标稳定水平，或基于将全球变暖限制在特定幅度的目标。这两个目标（浓度或温度）都需要了解碳循环的未来变化。如果模型错误地预测了碳循环的未来变化，则可能会错过浓度或温度目标。例如，如果模型低估了由于正反馈（例如，由于永久冻土融化）而释放到大气中的碳量，那么它们也可能低估了满足浓度或温度目标所需的减排程度。

### 云反馈
预计变暖将改变云的分布和类型。从下面看，云层将红外辐射发射回地表，从而产生变暖效应；从上面看，云层反射阳光并向太空发射红外辐射，从而发挥降温作用。净效应是变暖还是变冷取决于云的类型和高度等细节。低云往往会在表面捕获更多热量，因此具有正反馈，而高云通常会从顶部反射更多的阳光，因此它们具有负反馈。在卫星数据出现之前，这些细节很少被观察到，并且难以在气候模型中表示。 全球气候模型显示出接近零到中等强度的正净云反馈，但在最新一代的全球气候模型中，有效气候敏感性显着提高。相对于上一代模型，模型中云的物理表示的差异推动了这种增强的气候敏感性。   
2019 年的一项模拟预测，如果温室气体达到当前大气二氧化碳水平的三倍，那么层积云可能会突然消散，从而导致进一步的全球变暖。 

### 气体释放
生物源气体的释放可能会受到全球变暖的影响，但对这种影响的研究还处于早期阶段。其中一些气体，例如从泥炭或融化的永久冻土中释放的一氧化二氮，直接影响气候。  其他的，例如从海洋中释放的二甲基硫，具有间接影响。 

### 冰反照率反馈

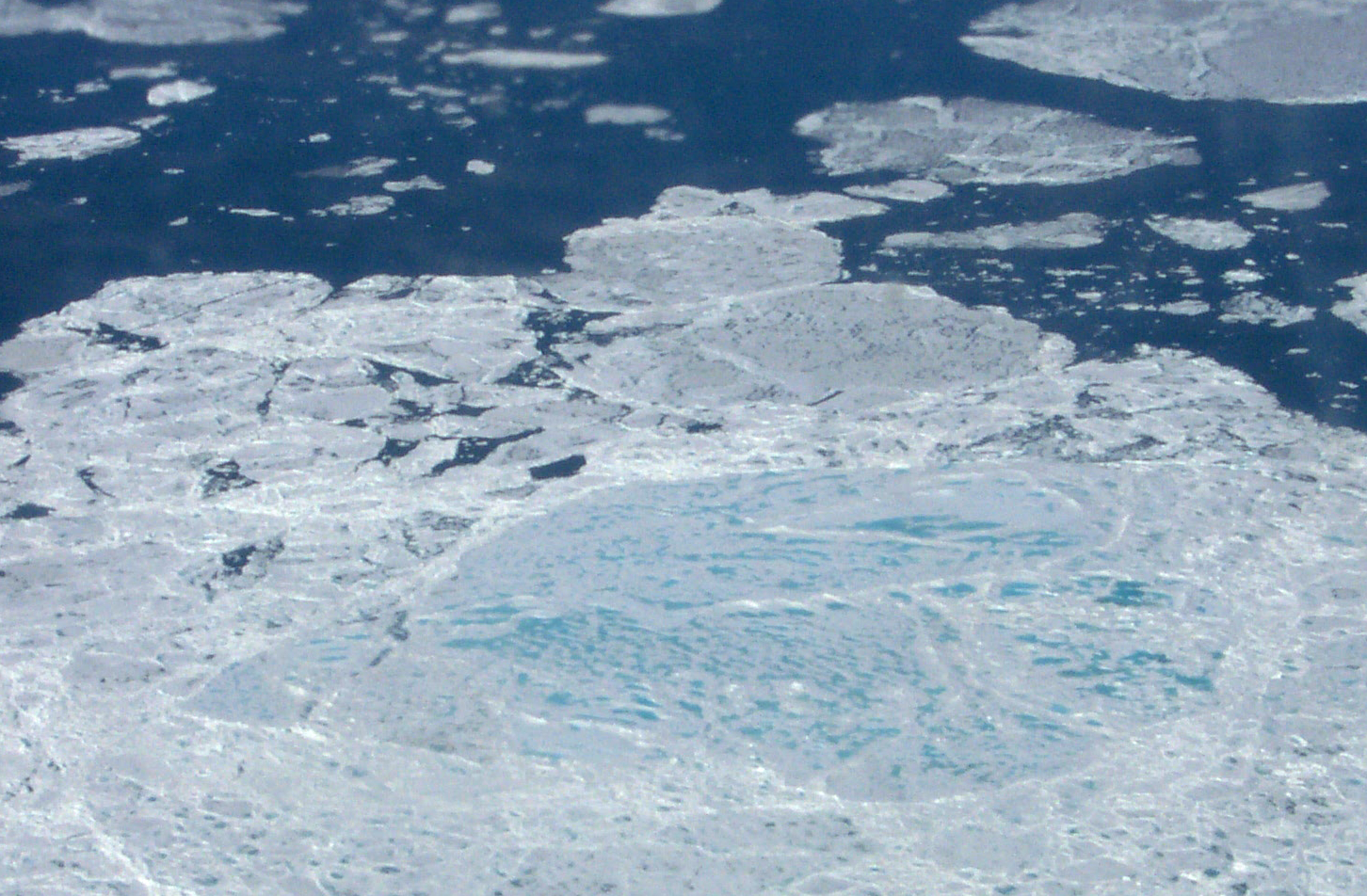
航拍照片显示了一段海冰。浅蓝色区域是融化的池塘，最暗的区域是开放水域；两者的反照率都低于白色海冰。融化的冰有助于冰反照率反馈。

当冰融化时，陆地或开阔水域会取而代之。陆地和开阔水域的平均反射率都低于冰，因此吸收更多的太阳辐射。这会导致更多的变暖，进而导致更多的融化，并且这个循环还在继续。 在全球降温期间，额外的冰会增加反射率，从而减少对太阳辐射的吸收，从而通过持续的循环导致更多的降温。 这被认为是一种更快的反馈机制。 

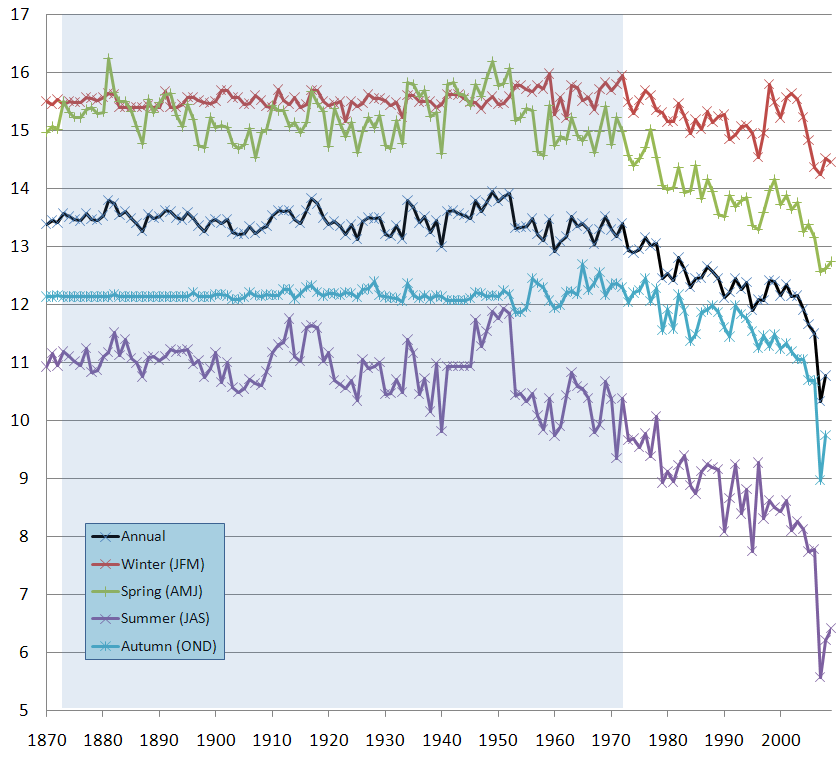
1870-2009 年北半球海冰范围，以百万平方公里为单位。蓝色阴影表示前卫星时代；那么数据就不那么可靠了。特别是，直到 1940 年秋季的近乎恒定的水平范围反映了缺乏数据，而不是真正缺乏变化。

反照率变化也是IPCC预测北半球极地温度上升到世界其他地区两倍的主要原因，这一过程被称为极地放大。 2007 年 9 月，北极海冰面积达到 1979 年至 2000 年夏季平均最小面积的一半左右。  同样在 2007 年 9 月，北极海冰消退到足以使西北航道在有记录的历史上首次可以通航。 然而，2007 年和 2008 年的创纪录亏损可能是暂时的。 美国国家冰雪数据中心的 Mark Serreze 将 2030 年视为夏季北极冰盖何时可能无冰的“合理估计”。 全球变暖的极地放大预计不会发生在南半球。 自 1979 年开始观测以来，南极海冰达到了有记录以来的最大范围， 但南部冰的增加超过了北部的减少。全球海冰、北半球和南半球加起来的趋势明显下降。 
冰损失可能有内部反馈过程，因为陆地上的冰融化会导致海平面上升，可能导致冰架不稳定和淹没沿海冰块，例如冰川舌。此外，由于等静压反弹引起的地震进一步破坏了冰架、冰川和冰盖的稳定性，存在潜在的反馈循环。
一些亚北极森林的冰反照率也在发生变化，因为落叶松林（在冬天脱落针叶，让阳光在春季和秋季从雪中反射）正在被云杉树（保留黑色针叶）所取代整年）。 

### 水汽反馈
如果大气变暖，饱和蒸气压增加，大气中的水蒸气量将趋于增加。由于水蒸气是一种温室气体，水蒸气含量的增加使大气进一步变暖；这种变暖导致大气保持更多的水蒸气（正反馈），依此类推，直到其他过程停止反馈循环。结果是比单独的CO2产生的温室效应大得多。尽管这种反馈过程会导致空气的绝对水分含量增加，但相对湿度几乎保持不变，甚至会因为空气变暖而略有下降。 气候模型包含了这种反馈。水汽反馈是非常积极的，大多数证据支持 1.5 到 2.0 W/m 2 /K 的幅度，足以使原本会发生的变暖大约翻倍。 水蒸气反馈被认为是一种更快的反馈机制。 

### 海洋变暖反馈
根据美国国家海洋和大气管理局的说法： 海洋变暖为潜在的正反馈机制提供了一个很好的例子。通过将气体吸收到水面，海洋是CO2的重要汇。随着CO2的增加，它会增加大气的升温潜能。如果气温变暖，它应该使海洋变暖。海洋从大气中去除CO2的能力随着温度的升高而降低。因此，增加大气中的CO2可能会产生实际上加剧大气中CO2增加的效果。

## 负反馈

### 黑体辐射
根据 Stefan-Boltzmann 定律，随着黑体温度的升高，返回太空的红外辐射随着其绝对温度的四次方而增加。 随着地球变暖，这会增加向外辐射的数量。它被称为普朗克反应，有时也被认为是负反馈（普朗克反馈）。

### 碳循环

#### 勒夏特列原理
由勒夏特列原理，地球碳循环的化学平衡将随着人为 CO2排放而发生变化。其主要驱动力是海洋，它通过所谓的溶解度泵吸收人为产生的 CO2 。目前，这仅占当前排放量的三分之一左右，但最终人类活动排放的大部分（约 75%）CO2将在几个世纪内溶解在海洋中：“通过公开讨论，我们认为化石燃料 CO2 的近似寿命可能是 300 年，还有 25% 可能是永久性的”。 然而，未来海洋吸收二氧化碳的速度不太确定，该过程会受到变暖引起的分层以及海洋温盐环流变化的影响。

#### 风化
地质长期的化学风化作用是从大气中去除CO 2 。随着当前的全球变暖，风化作用正在增加，这表明气候和地球表面之间存在显着的反馈。 生物隔离还通过生物过程捕获和储存CO 2 。海洋中的生物在很长一段时间内形成贝壳，从海洋中去除了 CO 2 。  CO 2完全转化为石灰石需要几千到几十万年。 

#### 净初级生产力
净初级生产力随着 CO 2的增加而变化，因为植物的光合作用随着浓度的增加而增加。然而，这种影响被全球变暖导致的生物圈的其他变化所淹没。 
气候变化加剧了2019-2020 年的澳大利亚野火，导致野火气溶胶在海洋中沉积，提高了海洋生产力，从而导致了广泛的浮游植物大量繁殖。虽然这些增加了海洋二氧化碳的吸收，但与火灾排放的约 7.15 亿吨 CO2  相比，其数量可能相形见绌，并且可能会导致海洋酸化 ，这反过来可能会导致有毒藻类爆发 ，但随着气候变化对海洋 pH 值的反馈几乎抵消，这通常会密切关注未来大气中的 CO2浓度。 

### 气温递减率
大气的温度随着对流层的高度而降低。由于红外辐射的发射随温度变化，从相对寒冷的高层大气逃逸到太空的长波辐射少于从低层大气向地面发射的长波辐射。因此，温室效应的强度取决于大气温度随高度下降的速率。理论和气候模型都表明，全球变暖会降低温度随高度下降的速度，产生负的递减率反馈，从而削弱温室效应。  然而，在逆温强烈的地区，例如极地地区，直递率反馈可能是正的，因为地表比高海拔地区变暖更快，导致长波冷却效率低下。   温度随高度变化率的测量对观测中的小误差非常敏感，因此难以确定模型是否与观测一致。  

## 对人类的影响

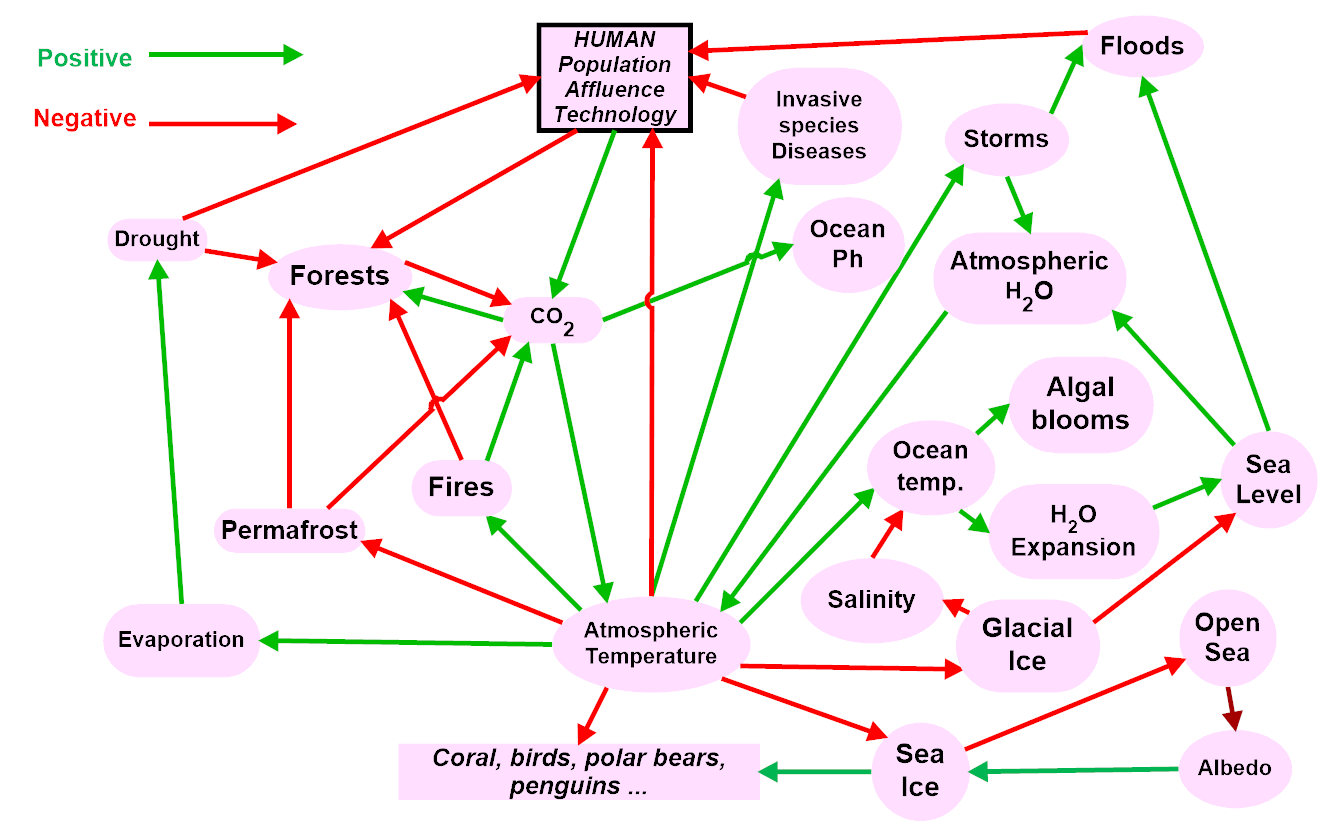
来自 Al Gore (2006)《一个不便的事实》An inconvenient truth一书的反馈循环。

该图表明，气候变化对人类数量和发展的总体影响将是负面的。 